# Aylmer Bourke Lambert
Aylmer Bourke Lambert (Bath, 2 de fevereiro de 1781 — Kew Green, 10 de janeiro de 1842) foi um botânico britânico.

## Biografia
Era filho de Edmund Lambert e de Bridget nascida Bourke. Estudou no St. Mary Hall e em Oxford. Casou-se com Catherine Bowater.
Era mais conhecido pelo seu trabalho  A description of the genus Pinus(1), editado em várias partes entre 1803-1824, suntuosamente ilustrado, detalhando as coníferas conhecidas até então. Uma segunda edição foi produzida entre 1828-1837, e uma terceira, menor em 1832.
Muitas coníferas novas descobertas por David Douglas e outros, incluindo a sequoia, foram descritas pela primeira vez nos livros de Lambert; vários destas espécies foram realmente descritas por colaboradores, principalmente David Don, que incluiram seus trabalhos no livro de Lambert.
Lambert fundou um herbário de 30 000 espécimes em Boyton. Como membro da Sociedade Linneana de Londres, foi vice-presdidente de 1796 a 1842.
Foi homenageado com o nome botânico do "sugar-pine", Pinus lambertiana, e o nome do género Lambertia.

## Obras
Além de numerosos artigos, Lambert é o autor de:
- A Description of the Genus Cinchona (1797),
- Monograph of the Genus Pincus,
- An Illustration of the Genus Cinchona (1821).